# Sandy Valley
Sandy Valley és una concentració de població designada pel cens dels Estats Units a l'estat de Nevada. Segons el cens del 2000 tenia 1.804 habitants.

## Demografia
Segons el cens del 2000, Sandy Valley tenia 1.804 habitants, 714 habitatges, i 477 famílies La densitat de població era de 12,43 habitants per km².
Dels 714 habitatges en un 26,2% hi vivien nens de menys de 18 anys, en un 54,1% hi vivien parelles casades, en un 7,3% dones solteres, i en un 33,2% no eren unitats familiars. En el 23,8% dels habitatges hi vivien persones soles el 7,8% de les quals corresponia a persones de 65 anys o més que vivien soles. El nombre mitjà de persones vivint en cada habitatge era de 2,53 i el nombre mitjà de persones que vivien en cada família era de 3,03.
Per edats la població es repartia de la següent manera: un 25,1% tenia menys de 18 anys, un 4,0% entre 18 i 24, un 25,3% entre 25 i 44, un 33,7% de 45 a 64 i un 11,9% 65 anys o més.
L'edat mediana era de 42,6 anys. Per cada 100 dones hi havia 101,34 homes. Per cada 100 dones de 18 o més anys hi havia 106,41 homes.
La renda mediana per habitatge era de 43.663 $ i la renda mediana per família de 46.389 $. Els homes tenien una renda mediana de 37.000 $ mentre que les dones 26.074 $. La renda per capita de la població era de 17.439 $. Aproximadament el 9,0% de les famílies i el 14,9% de la població estaven per davall del llindar de pobresa.

## Poblacions més properes
El següent diagrama mostra les poblacions més properes.